# O Amor nos Tempos do Cólera (filme)
O Amor nos Tempos do Cólera (no original em inglês: Love in the Time of Cholera) é um filme de estadunidense e colombiano de 2007 do gênero drama, dirigido por Mike Newell e com roteiro baseado no livro de mesmo nome do escritor colombiano Gabriel García Márquez.
O produtor do filme, Scott Steindorff, ficou três anos tentando convencer Márquez a liberar os direitos do livro. Steindorff dizia a Márquez que era o próprio Florentino e que não desistiria enquanto não conseguisse os direitos.
Em sua própria iniciativa, Márquez convidou a cantora Shakira para escrever duas canções para a trilha sonora do filme. As canções foram escritas com o compositor brasileiro Antonio Pinto, responsável pela trilha sonora original, e que também fez a trilha de Cidade de Deus e Lord of War.
Pela primeira vez, um livro de Márquez foi transformado em um filme por um grande estúdio hollywoodiano. Foi também o primeiro filme em língua inglesa da atriz Fernanda Montenegro. Foi rodado na cidade histórica de Cartagena, na Colômbia.
O filme teve sua estréia mundial em 4 de outubro de 2007, no Festival do Rio. O MPAA classificou o filme para maiores de dezoito anos devido a conteúdo de caráter sexual, nudez e linguagem inapropriada.

## Sinopse
O filme conta a história do triângulo amoroso formado por Fermina Daza e seus dois pretendentes, Florentino Ariza e Juvenal Urbino, que dura cinquenta anos, de 1880 até 1930.
Florentino apaixona-se pela bela Fermina Daza em sua juventude, o que seria contráditório aos desejos do seu pai que rumou até a cidade para o futuro da filha, eis que acaba conhecendo o brilhante médico Juvenal Urbino e o credita a mão do seu bem mais precioso.
Sangrando, Florentino nada pode fazer e espera anos até ter a oportunidade de estar novamente com sua amada, realizando sua espera após o sepultamento de Juvenal Urbino, onde se aproxima de Firmina e diz que estava esperando aquele dia por 51 anos, 9 meses e 4 dias.

## Elenco principal
- Javier Bardem.... Florentino Ariza
- Giovanna Mezzogiorno.... Fermina Daza
- Benjamin Bratt.... Dr. Juvenal Urbino
- John Leguizamo.... Lorenzo Daza
- Catalina Sandino Moreno.... Hildebranda Sanchez
- Fernanda Montenegro.... Tránsito Ariza
- Liev Schreiber.... Lotario Thurgot
- Alicia Borrachero.... Escolástica
- Laura Harring.... Sara Noriega
- Hector Elizondo.... Don Leo
- Ana Claudia Talancón.... Olimpia Zuleta

## Prêmios e indicações
| Ano  | Prêmio                   | Categoria                | Nomeações                 | Resultado | Ref.  |
| ---- | ------------------------ | ------------------------ | ------------------------- | --------- | ----- |
| 2008 | Globo de Ouro            | Melhor Canção Original   | Shakira e Antônio Pinto   | Indicado  | [ 1 ] |
| 2008 | World Soundtrack Awards  | Melhor Canção Original   | Shakira e Antônio Pinto   | Indicado  | [ 2 ] |
| 2008 | AARP Movies for Grownups | Melhor Atriz Coadjuvante | Fernanda Montenegro       | Indicada  | [ 3 ] |
| 2008 | Imagen Awards            | Melhor Ator em Filme     | Javier Bardem             | Indicado  | [ 4 ] |
| 2008 | Imagen Awards            | Melhor Atriz em Filme    | Giovanna Mezzogiorno      | Indicada  | [ 4 ] |
| 2008 | Imagen Awards            | Melhor Diretor           | Mike Newell               | Indicado  | [ 4 ] |
| 2008 | Imagen Awards            | Melhor Filme             | Amor Nos Tempos Do Cólera | Indicado  | [ 4 ] |